# Andelot (rivière)
Pour les articles homonymes, voir Andelot.
Ne doit pas être confondu avec Andlau (rivière).
L'Andelot est une rivière française coulant dans les départements du Puy-de-Dôme et de l'Allier, et un affluent gauche de l'Allier, donc un sous-affluent du fleuve la Loire.

## Géographie
De 49,5 km de longueur, l'Andelot prend naissance tout au nord du département du Puy-de-Dôme sur le territoire de la commune de Saint-Agoulin, au sein des monts constituant la partie nord du Massif central. 
Très vite il franchit la limite du département de l'Allier et baigne la ville de Gannat. Dès sa naissance, il adopte la direction du nord-est, orientation qu'il ne quittera pas tout au long de son parcours. Il coule à peu de distance et dans une direction parallèle à celle de la Sioule, mais un peu plus en amont (au sud).
Il se jette dans l'Allier (rive gauche) à Paray-sous-Briailles, face à la petite ville de Varennes-sur-Allier, à moins de 20 kilomètres en aval (au nord) de Vichy.

### Communes et cantons traversés
L'Andelot traverse les communes suivantes :
- département du Puy-de-Dôme : Saint-Agoulin et Vensat.

- département de l'Allier : Saint-Priest-d'Andelot, Gannat, Monteignet-sur-l'Andelot, Escurolles, Broût-Vernet, Saint-Didier-la-Forêt, Loriges et Paray-sous-Briailles.

## Hydrologie

### L'Andelot à Loriges
Le débit de l'Andelot a été observé pendant une période de 39 ans (1970-2008), à Loriges, localité du département de l'Allier, située à peu de distance du confluent avec l'Allier. Le bassin versant de la rivière y est de 210 km2 sur un total de 225.
Le module de la rivière à Loriges est de 0,945 m3/s.
L'Andelot est une rivière fort peu abondante en moyenne. Il présente des fluctuations saisonnières de débit très modérées, avec une longue saison de hautes eaux se prolongeant sur six mois d'hiver et de printemps, et portant le débit mensuel moyen à un niveau situé entre 1,07 et 1,44 m3/s, de décembre à mai inclus (avec deux maxima : en février et en mai). Les  basses eaux se déroulent en été, de juillet à début octobre, avec une baisse du débit moyen mensuel allant jusque 0,46 m3/s au mois de septembre, ce qui est très acceptable et presque abondant comparé à d'autres affluents de l'Allier.

### Étiage ou basses eaux
Cependant, le VCN3 peut chuter jusque 0,110 m3/s, en cas de période quinquennale sèche, soit 110 litres par seconde, ce qui n'est pas très sévère pour un aussi petit cours d'eau.

### Crues
D'autre part les crues ne sont guère importantes, comparées du moins à la moyenne des cours d'eau du bassin de la Loire et compte tenu de la petitesse de la rivière. Les QIX 2 et QIX 5 valent respectivement 8,4 et 12 m3/s. Le QIX 10 vaut 15 m3/s, tandis que le QIX 20 se monte à 17 m3/s et le QIX 50 à 20 m3/s.
À titre de comparaison, le niveau des crues de l'Andelot ainsi défini est trois fois moindre que celui de l'Yerre, affluent du Loir dans le département d'Eure-et-Loir dont la taille du bassin, comme le débit moyen, sont tout à fait comparables à ceux de l'Andelot.
Le débit instantané maximal enregistré à Loriges a été de 18,5 m3/s le 27 avril 1998, tandis que la valeur journalière maximale était de 16,8 m3/s le même jour. En comparant le premier de ces chiffres aux valeurs des différents QIX de la rivière, il apparaît que cette crue était plus que vicennale, mais pas encore cinquantennale. On peut considérer qu'elle est destinée à se répéter tous les 30-40 ans en moyenne.

### Lame d'eau et débit spécifique
La lame d'eau écoulée dans le bassin de l'Andelot est de 141 millimètres annuellement, ce qui est médiocre, très nettement inférieur à la moyenne d'ensemble de la France, mais également à celle de l'ensemble du bassin versant de la Loire (244 millimètres par an). Le débit spécifique (ou Qsp) se monte à 4,5 litres par seconde et par kilomètre carré de bassin.

## Curiosités - Patrimoine - Tourisme
- Saint-Agoulin : château de Saint-Agoulin. Plusieurs fermes anciennes en bon état. Étang de Giat. Pêche et promenades.
- Vensat : la petite localité possède plusieurs châteaux : le château de Villemont (inscrit Monument Historique) a de fort intéressantes dépendances (Monument Historique). Autres châteaux : châteaux de la Maraichère, de Vensat, d'Ussel, de Chancel, des Paulys. L'église romane est l'ancienne prieurale Notre-Dame (Monument Historique) ; plan trèflé, trois nefs, belle façade à pignon avec corbeaux sculptés. Plusieurs petits étangs près de l'étang de Giat.
- Saint-Priest-d'Andelot : la petite commune possède un beau château des XVe et XVIe siècles, avec tours. Il existe un sentier touristique : sentier de Chabannat. Chasse et pêche. On y cultive la vigne.
- Gannat : la petite ville de 6 000 habitants possède une importante palette d'attractions susceptibles d'intéresser un peu tous les secteurs de la population. L'église Sainte-Croix des XIIe siècle, XIIIe siècle, XIVe siècle et XVIIe siècle (Monument Historique) possède notamment d'intéressants chapiteaux de colonnes, des portes latérales du XVIe siècle, ainsi que de beaux vitraux du XVIe siècle également. L'église Saint-Étienne est un ancien prieuré bénédictin ; elle date du XIe siècle et XIIe siècle (Monument Historique). La ville possède en plus un couvent des sœurs grises du XVIIe siècle, un prieuré de communalistes du XVe siècle et un couvent des capucins du XVIIIe siècle devenu aujourd'hui maison de retraite. L'ancien château de la ville date du XIIe siècle et possède une enceinte avec quatre tours (inscrit Monument Historique). Plusieurs autres tours sont celles des anciens remparts : dont la tour Larat et la tour Graulier du XVe siècle. Manoir de la Fauconnière du XVe siècle, sur les collines à l'ouest, et nombreuses maisons des XIVe siècle, XVe siècle et XVIe siècle. Le château héberge le musée Yves-Machelon, qui abrite notamment un rarissime évangéliaire de la fin du IXe siècle et des peintures du XIXe siècle. À proximité, sur la route de Bègues, le parc de loisirs Paléopolis est consacré à la préhistoire et aux animaux préhistoriques. À signaler aussi l'important Festival mondial du folklore qui se déroule chaque année en juillet. La ville est une station verte de vacances ; elle est dotée d'un camping et de gîtes ruraux. On pratique aussi la pêche.
- Monteignet-sur-l'Andelot.